# Am Salzhaff
Am Salzhaff település Németországban, Mecklenburg-Elő-Pomeránia tartományban. A községi kör (Amt) Neubukow-Salzhaff része.
Lakosainak száma 520 fő (2023. december 31.).

## A település részei

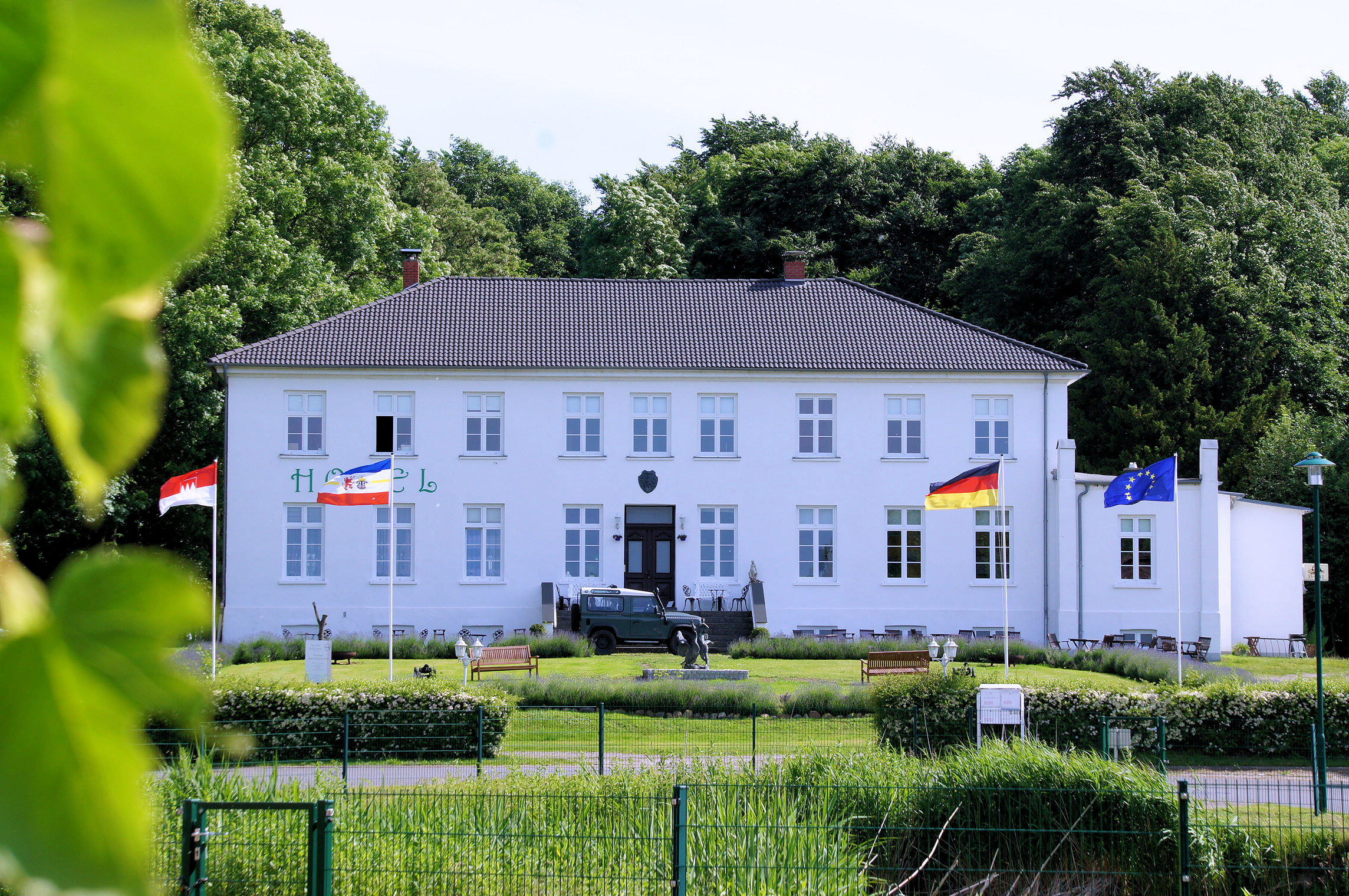
Az uradalomi kastély Klein Strömkendorfban

- Klein Strömkendorf
- Pepelow
- Rakow
- Teßmannsdorf

## Népesség
A település népességének változása:
| Lakosok száma | 509  | 510  | 514  | 510  | 510  | 499  | 489  | 513  | 531  | 520  |
|               | 2004 | 2006 | 2007 | 2009 | 2011 | 2012 | 2014 | 2019 | 2021 | 2023 |